# Dokya
Dokya là một hiệu sách Thái Lan có trụ sở tại Bangkok và là một trong những chuỗi cửa hàng sách lớn nhất ở Thái Lan. Đây là chuỗi cửa hàng sách trên toàn quốc đầu tiên ở Thái Lan sở hữu trang web cung cấp dịch vụ bán hàng trực tuyến bằng tiếng Thái. Kể từ năm 2006, đã có hai chi nhánh của hiệu sách được mở ra bên ngoài Thái Lan, một tại Hollywood và một ở Chinatown, Los Angeles, Hoa Kỳ.